# Eugryllacris moesta
Eugryllacris moesta är en insektsart som först beskrevs av Brunner von Wattenwyl 1888.  Eugryllacris moesta ingår i släktet Eugryllacris och familjen Gryllacrididae.

## Underarter
Arten delas in i följande underarter:
- E. m. moesta
- E. m. laurentii